# Борткевич Зенон Янович
Борткевич Зенон Янович (29 травня 1937 — 19 серпня 2010) — радянський ватерполіст.
Бронзовий призер Олімпійських Ігор 1964 року.